# Johannes Schultze
Pour les articles homonymes, voir Schultze.
Johannes Schultze (né le 13 mai 1881 à Großkrausnik et mort le 2 octobre 1976 à Berlin) est un historien et archiviste allemand. Par son œuvre, Schultze est considéré comme le doyen de l'histoire régionale brandebourgeoise-prussienne.

## Biographie
Johannes Schultze grandit à Wulkow en 1883, fils d'un curé de campagne. Schultze étudie à l'école régionale saxonne de Pforta. Il étudie l'histoire, l'allemand et la géographie à Fribourg et à Berlin. À Berlin, il entre en contact avec Edmund Ernst Stengel (de), Ernst Perels (de), Fedor Schneider (de) et Mario Krammer (de). Sous la direction de Michael Tangl (de), il obtient son doctorat en juin 1905 avec une étude sur les actes de Lothaire III. Influencé par son professeur universitaire, il renonce à l'examen d'État pour le poste d'enseignant supérieur et opte pour le service des archives prussiennes. Schultze travaille comme archiviste aux archives d'État de Coblence, Magdebourg et Marbourg. En 1909, il se marie. En 1914, il retourne aux Archives secrètes d'État (de) à Berlin. Après la Seconde Guerre mondiale, Schultze fait des efforts intensifs pour relancer l'Association d'histoire de Berlin (de). À partir de 1949, il enseigne en tant que professeur honoraire de sciences auxiliaires historiques et d'histoire de la Marche de Brandebourg à la nouvelle Université libre de Berlin.
Il est membre de la Commission historique de Brandebourg (de) et depuis le 34e volume et pendant vingt ans éditeur de Forschungen zur brandenburgischen und preußischen Geschichte. Schultze est également secrétaire du Société d'histoire de la Marche depuis 1922. Il fonde l' Association des associations d'histoire du Brandebourg . Schultze présente une édition du Livre foncier de Charles IV (de) de 1375. Un élève de Schultze est Werner Vogel, qui devient plus tard le directeur des Archives secrètes d'État.
En 1940, Schultze devient membre honoraire de la Société d'histoire et d'archéologie de Basse-Lusace et membre honoraire de la Société d'histoire de Berlin. Une publication commémorative lui est consacrée en 1971. Deux ans plus tard, il reçoit la Croix du Mérite de 1re classe décernée par la République fédérale d'Allemagne.
Johannes Schultze décède début octobre 1976 à l'âge de 95 ans à Berlin. L'inhumation a lieu au cimetière forestier de Dahlem (lieu de sépulture : 28-13). Par décision du Sénat de Berlin, la dernière demeure de Johannes Schultze est dédiée depuis 1978 comme tombe honorifique de l'État de Berlin. La consécration est prolongée pour la dernière fois en 2021 pour la durée habituelle de vingt ans.

## Travaux (sélection)

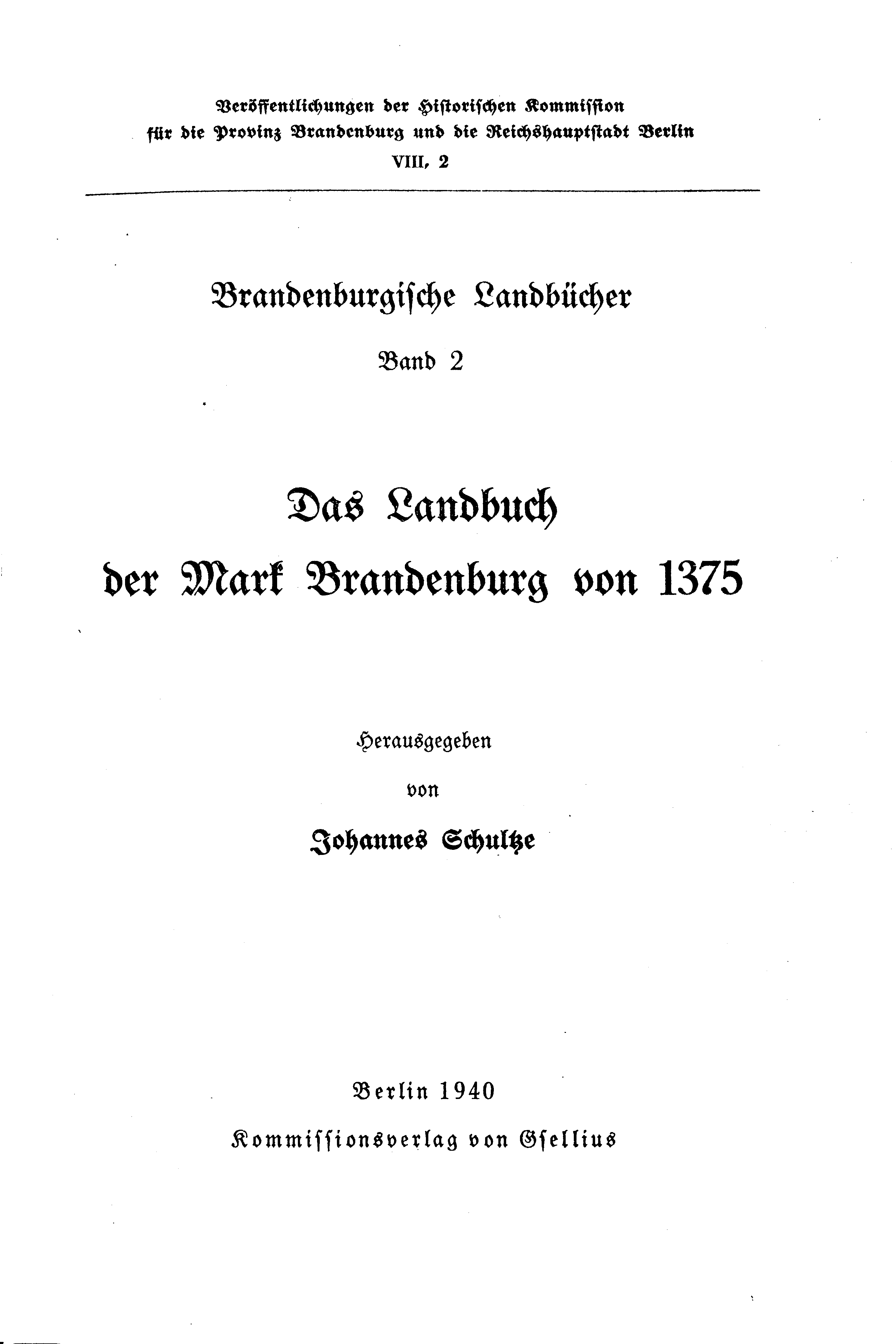
Livre foncier de la Marche de Brandebourg

Quelques monographies et de nombreux petits essais de Johannes Schultze sont publiés.
- Lehnin. 750 Jahre Kloster- und Ortsgeschichte mit bisher unbekannten Ansichten des 18. Jahrhunderts. Bernburg 1930.
- (Bearb.): Das Landbuch der Mark Brandenburg von 1375 (= Veröffentlichungen der Historischen Kommission für die Provinz Brandenburg und die Reichshauptstadt Berlin. Band 8,2 = Brandenburgische Landbücher. Band 2). Berlin 1940 (Digitalisat (Memento vom 14. Dezember 2018 im Internet Archive)).
- Forschungen zur brandenburgischen und preußischen Geschichte. Ausgewählte Aufsätze (= Veröffentlichungen der Historischen Kommission zu Berlin. Band 13). Walter de Gruyter, Berlin 1964 (GoogleBuch),
- Die Mark Brandenburg. 5 Bände, Berlin 1961–1969 (2. unv. Aufl. in einem Band 1989).
- Geschichte der Stadt Neuruppin. 4. Auflage, Duncker & Humblot, Berlin 2012,  (ISBN 978-3-428-13727-5).